# Don S. Davis
Don Sinclair Davis (4. august 1942 – 29. juni 2008) var en amerikansk skuespiller som var bedst kendt for rollen som George S. Hammond i fjernsynsserien Stargate SG-1. Blandt andre roller kan nævnes hans rolle som Major Garland Briggs i Twin Peaks og rollen som Scullys far i X-files

## Ekstern henvisning
- Wikimedia Commons har flere filer relateret til Don S. Davis
- Don S. Davis på Internet Movie Database (engelsk)
- Don S. Davis på Filmdatabasen
- Don S. Davis på Scope
- Don S. Davis på Scope
- Don S. Davis på Svensk Filmdatabas (svensk)
- Don S. Davis på AlloCiné (fransk)
- Don S. Davis på AllMovie (engelsk)
- Don S. Davis på Rotten Tomatoes (engelsk)
- Don S. Davis på The Movie Database (engelsk)
- Don S. Davis på Behind The Voice Actors (engelsk)